# Kup europskih prvaka 1960./61. (košarka)
Ovo je četvrto izdanje Kupa europskih prvaka u košarci. U završnici je CSKA Moskva pobijedila ASK Rigu, osvajača prethodnih triju naslova. Sudjelovale su 24 momčadi: igrani su kvalifikacijski turnir, osmina završnice, četvrtzavršnica, poluzavršnica i završnica. Jugoslavija je imala jednog predstavnika: OKK Beograd. Tijekom izbacivanja igrale su se dvije utakmice i nije bio važan broj pobjeda (moglo je biti 1:1), nego razlika u pogocima.

## Turnir

### Poluzavršnica
- Real Madrid -  ASK Riga 78:75, 45:66
- CSKA Moskva -  ASA Bukurešt 98:58, 73:57

### Završnica
- CSKA Moskva -  ASK Riga 87:62, 61:66

- europski prvak:  CSKA Moskva (prvi naslov)
  - sastav ([1]): Armenak Alačačjan, Aleksandr Travin, Anatolij Astakhov, Viktor Kharitonov, Gennadij Vol'nov, Michail Semënov, Arkadij Bočkarëv, Viktor Zubkov, Jevgenij Karpov, Pavel Sirotinskij, V. Kopylov, V. Volkov, trener Jevgenij Aleksejev